# قلعه مرتولا
قلعه مرتولا (پرتغالی: Castelo de Mértola) یک قلعه قرون وسطایی است که به خوبی حفظ شده و در محله فرگوئسیا و شهرداری مرتولا در پرتغال واقع شده‌است.

## تاریخچه
در سال ۳۱۸ قبل از میلاد، در جریان تهاجم و غارت صور (لبنان) توسط اسکندر مقدونی، فنیقی‌ها میرتیلیس یا صور جدید را تأسیس کردند. این منطقه به دلیل فراوانی مسیرهای رودخانه ای و زمینی که آن را به بخش جنوبی شبه جزیره متصل می‌کرد، به مرکز تجاری مهمی تبدیل شد که فینیقی‌ها و کارتاژنی‌ها در آن رفت و آمد می‌کردند. قبل از حمله به شبه جزیره ایبری این شهر در میان این تمدن‌ها اهمیت تجاری داشت.
در طول دوران امپراطوری روم، این سکونتگاه توسعه یافت و به مرکز استخراج معدنی و کشاورزی در منطقه بایکسو آلنتجو تبدیل شد. مرتولا توسط یک سیستم دیواری احاطه شده بود که به موازات آنچه امروز باقی مانده‌است، بود اما بسیار بزرگتر بود. جاده بجا از دیوارها در شمال آن عبور می‌کرد، و در سال ۴۴ قبل از میلاد ژولیوس سزار نام شهر را به میرتیلیس جولیا تغییر داد. اولین اشاره تاریخی به این سکونتگاه در تواریخ اسقف سوابی، ایداچیو وجود داشت که قسمت مربوط به سال ۴۴۰ پس از میلاد را روایت کرد و وجود این مکان مستحکم را نتیجه‌گیری کرد که توسط سوابی‌ها و ویزیگوت‌ها اشغال شده بود.
این بنا توسط گروه‌های بربر و سپس مسلمانان امویان تخریب شد که سپس آن را برای نیازهای خود بازسازی کردند و نام میرتیلیس به مارتولا تغییر یافت. ابن قصی فرماندار طائفه مرتولا بوده‌است، احتمالاً در دوران حکومت او (۱۱۵۱–۱۱۴۴) کارهای دفاعی بر روی قلعه انجام شده‌است.
در اواسط قرن دوازدهم، رباطی بر روی برج جنوبی سیاه چال ساخته شد. در یک سوم پایانی قرن دوازدهم، در زمان سلسله المحد، این مکان تعمیر شد و دیوارهایی در اطراف سکونتگاه ساخته شدند. در آن زمان گروهی از ساختمان‌های جدید قلعه ساخته یا ساختمان‌های قبلی بازسازی شدند که برج نیمه استوانه‌ای از جمله آن‌ها است. در سال ۱۱۷۱، ابوحافظ، برادر امیر، دستور تعمیر و بهسازی برج قلعه را صادر کرد.

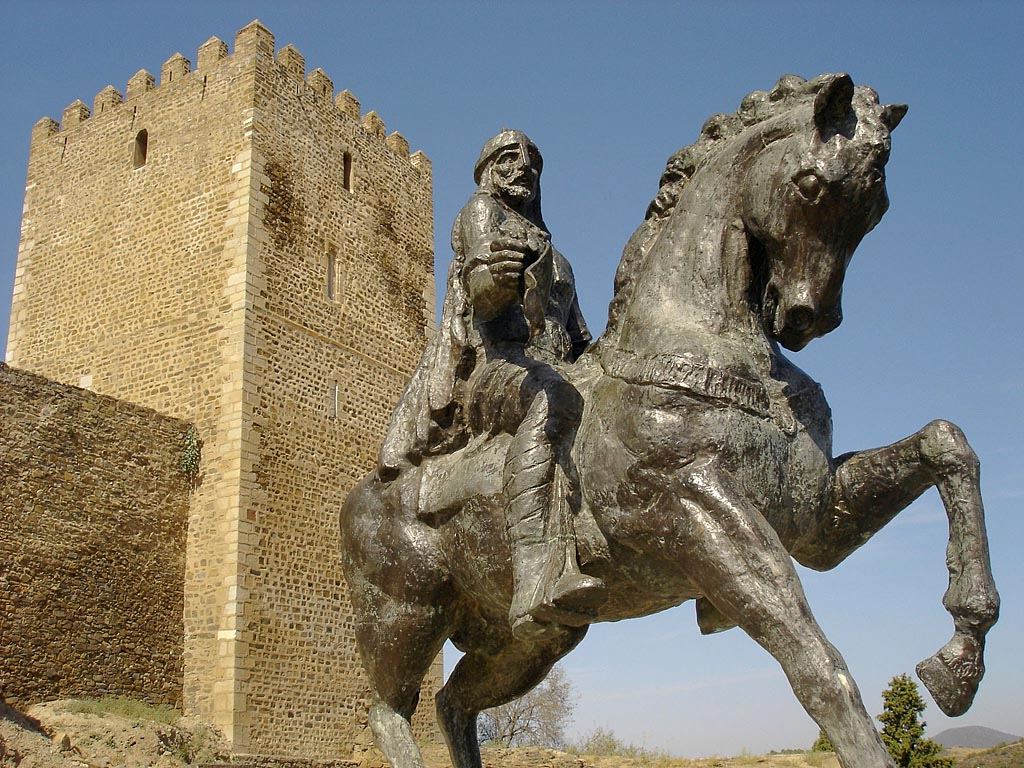
نمایی از قلعه با مجسمه ای از ابوالقاسم احمد ابن الحسین ابن قصی متحد آفونسو هنریکس

در سال ۱۲۳۸، در جریان جنگ‌های مربوط به بازپس‌گیری اندلس (Reconquista)، مرتولا توسط سانشوی دوم فتح شد و به قرن‌ها سلطنت اسلامی پایان داد.
بین سالهای ۱۲۴۰ تا ۱۳۱۶، این شهرک مقر نظامیان سانتیاگو شد. در دهه پایانی قرن سیزدهم یا آغاز قرن چهاردهم، سیاه چال‌ها با استفاده از دروازه و برج قدیمی کاروچا بازسازی شدند. این کار در سال ۱۳۷۳ با بهسازی سیاه چال‌ها و دیوارها تکمیل شد. پس از امضای معاهده مونسائو در سال ۱۳۸۶، مناطق نظامی مرتولا، نودار، کاستلو مندو و کاستلو ملهور در ازای اولیونسا و توئی به متصرفات پادشاهی پرتغال بازگشتند. این منجر به بهبودهای بیشتر در سال ۱۴۰۴ در استحکامات شد.
در پایان قرن پانزدهم، محل سکونت آلکالد ساخته شد که به برج کیپ اضافه شد. با این حال، کار در بهبود سیاه چال‌ها و دیوارها ادامه داشت، اگرچه ظرفیت آن کاهش یافته بود. در ۲۵ فوریه ۱۵۱۰، نونو ولهو دربارهٔ وضعیت استحکامات به پادشاه نوشت.

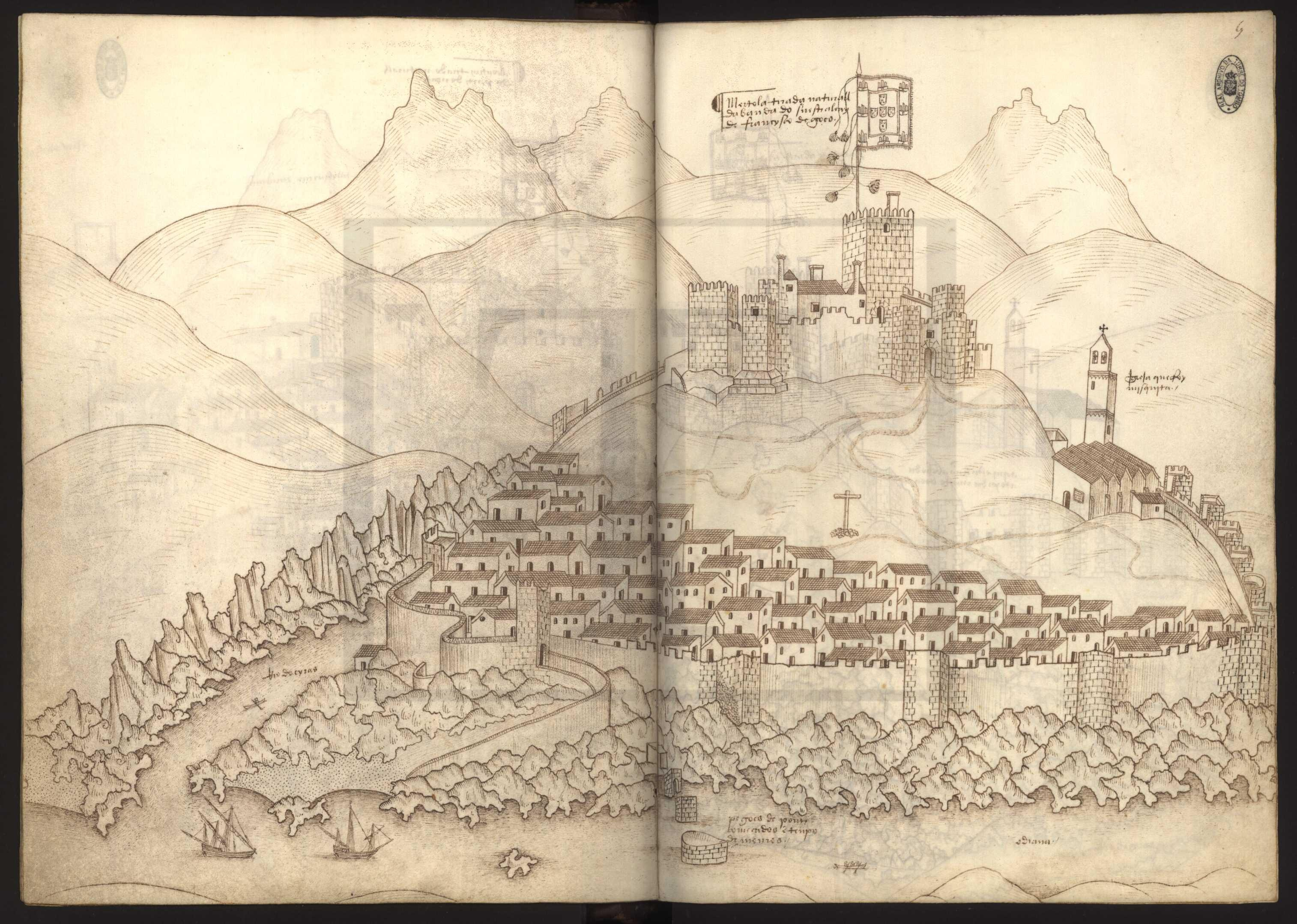
نقاشی قلعه از کتاب قلعه‌ها توسط Duarte das Armas

تا قرن هجدهم، قلعه مرتولا به عنوان بخشی از اولین خط دفاعی در امتداد مرز با اسپانیا به کار خود ادامه داد، اما قبل از این که در نهایت متروک شود، با گذشت زمان از اهمیت نظامی-استراتژیک آن کاسته شد. اگرچه در جنوب پرتغال مهم بود، اما این دهکده و قلعه بیشتر اهمیت خود را در دوران لشکرکشی‌های دریایی پرتغال و استعمار از
دست دادند. بسیاری از بخش‌های آن در اثر بی‌توجهی عمومی و عدم حفاظت از آن نیمه ویران بود.
بین قرن ۱۹ و ۲۰، اقتصاد مرتولا به بهره‌برداری از معادن سانتو دومینگو، مرکز اصلی استخراج پیریت مس، وابسته بود.
در ۱۸ اوت ۱۹۴۳، با فرمانی، این مکان به عنوان میراث ملی طبقه‌بندی شد و در ۲ فوریه ۱۹۶۹، زلزله ای به قلعه قدیمی آسیب وارد کرد.

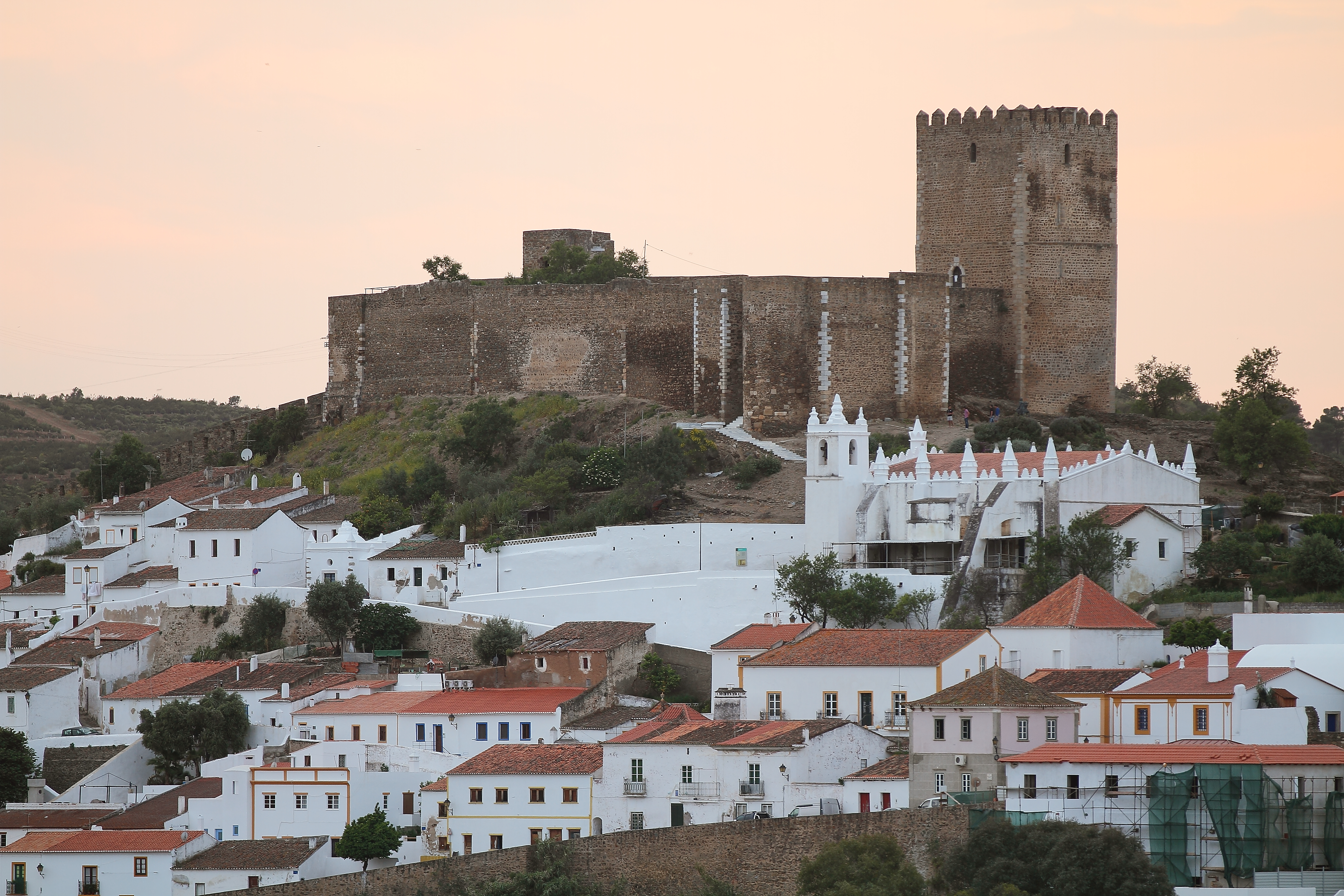
قلعه و ساختمان‌های اطراف آن در پایان قرن بیستم

در ۱ ژوئن ۱۹۹۲، این ملک تحت فرمان قانون 106F/92 (Diário da República, Série 1A, 126) تحت مدیریت مؤسسه پرتغالی میراث معماری قرار گرفت. یک پروژه احیای مجدد در قرن بیستم شروع شد و سایت را به موزه روستایی تبدیل کرد؛ مجموعه‌های مسیحی و اسلامی که شامل یکی از بهترین مجموعه‌های هنر اسلامی پرتغالی (مانند سفال، سکه و جواهرات) می‌شود.